# Ken’ichirō Isozaki
Ken’ichirō Isozaki 磯崎 憲一郎, Isozaki Ken’ichirō; né le 28 février 1965) est un écrivain japonais.
Isozaki commence à écrire seulement à la trentaine, alors qu'il travaille au département des achats d'une société de négoce. Il fait ses débuts en 2007 et est nommé l'année suivante pour le prix Akutagawa, dont il est lauréat en 2009 pour le roman Tsui no sumika. En 2011 il est récompensé du prix Bunkamura des Deux Magots pour Aka no tanin no urifutatsu.

## Source et lien externe
- Japanese Writer's House - August 2009 - News

## Source de la traduction
- (de) Cet article est partiellement ou en totalité issu de l’article de Wikipédia en allemand intitulé « Ken’ichirō Isozaki » (voir la liste des auteurs).